# Acquiring the Taste
Acquiring the Taste ist das zweite Studioalbum der britischen Progressive-Rock-Band Gentle Giant, das am 16. Juli 1971 erschien. Es war das letzte Album der Band mit dem ursprünglichen Schlagzeuger Martin Smith.

## Entstehung und Veröffentlichung
Die Songs für das Album wurden in den Advision Studios mit den Toningenieuren Martin Rushent und Big A and Garybaldi sowie in den  A.I.R. Studios, London mit Toningenieur Bill Price eingespielt.
Das Album markiert eine Abkehr von Blues- und Soul-Elementen, wie sie auf dem selbstbetitelten Debütalbum Gentle Giant zu finden waren. Es war experimenteller, unharmonischer und mit einer abwechslungsreicheren Instrumentierung angelegt. Im Covertext erklärte die Band dazu:

“It is our goal to expand the frontiers of contemporary popular music at the risk of being very unpopular. We have recorded each composition with the one thought – that it should be unique, adventurous and fascinating. It has taken every shred of our combined musical and technical knowledge to achieve this. From the outset we have abandoned all preconceived thoughts of blatant commercialism. Instead we hope to give you something far more substantial and fulfilling. All you need to do is sit back, and acquire the taste.”

„Unser Ziel ist es, die Grenzen der zeitgenössischen populären Musik zu erweitern, auch auf die Gefahr hin, sehr unpopulär zu sein. Wir haben jede Komposition mit dem einen Gedanken aufgenommen, dass sie einzigartig, abenteuerlich und faszinierend sein sollte. Um dies zu erreichen, haben wir unser gesamtes musikalisches und technisches Wissen eingesetzt. Von Anfang an haben wir uns von allen vorgefassten Meinungen über krasse Kommerzialität verabschiedet. Stattdessen hoffen wir, Ihnen etwas viel Gehaltvolleres und Erfüllenderes bieten zu können. Alles, was Sie tun müssen, ist sich zurückzulehnen und auf den Geschmack zu kommen.“

Der Song Pantagruel's Nativity wurde von François Rabelais’ Buch Gargantua und Pantagruel inspiriert.
Mit 39 Minuten und 26 Sekunden ist es das längste Studioalbum, das die Gruppe je veröffentlicht hat.

### Coverartwork
Das Cover des Albums weist eine zweideutige Anspielung auf, indem es auf den ersten Blick eine triefende Zunge zeigt, die einen Anus leckt. Erst nach dem vollständigen Aufschlagen des Klappcovers wird das wahre Motiv einer Zunge, die einen Pfirsich ableckt, aufgelöst. Im Jahr 2005 wurde es von Pitchfork Media in der Liste der schlechtesten Plattencover aller Zeiten aufgeführt.

## Titelliste
Alle Titel wurden von Derek Shulman, Phil Shulman, Ray Shulman und Kerry Minnear geschrieben. Paul Cosh, Tony Visconti und Chris Thomas erschienen als Gastmusiker.
| Nr. | Titel                                                                      | Leadgesang                                   | Länge |
| --- | -------------------------------------------------------------------------- | -------------------------------------------- | ----- |
| 1.  | Pantagruel's Nativity                                                      | Kerry Minnear (Verse), Ensemble (Mittelteil) | 6:53  |
| 2.  | Edge of Twilight (Schlagzeugsektion komponiert und arrangiert von Minnear) | Kerry Minnear (Verse), Ensemble (Mittelteil) | 3:51  |
| 3.  | The House, the Street, the Room                                            | Derek Shulman (Verse), Kerry Minnear (Chor)  | 6:05  |
| 4.  | Acquiring the Taste (Instrumental, arrangiert von Minnear)                 | Instrumental                                 | 1:39  |

| Nr.          | Titel            | Leadgesang                                              | Länge |
| ------------ | ---------------- | ------------------------------------------------------- | ----- |
| 1.           | Wreck            | Derek Shulman, Ensemble (Verse), Kerry Minnear (Bridge) | 4:39  |
| 2.           | The Moon Is Down | Derek Shulman, Phil Shulman                             | 4:49  |
| 3.           | Black Cat        | Phil Shulman                                            | 3:54  |
| 4.           | Plain Truth      | Ensemble (Verse), Derek Shulman (Chor)                  | 7:36  |
| Gesamtlänge: | Gesamtlänge:     | Gesamtlänge:                                            | 39:26 |

## Besetzung
Band
- Gary Green: 6-saitige E-Gitarre, E-Gitarren, 12-saitige E-Gitarre, 12-saitige elektrische Wah-Wah-Gitarre, Mandoline, Bassgitarre, Quijada, Katzenstimmen, Stimme auf Titel 8
- Kerry Minnear: Minimoog, Klavier, Hammond-Orgel, Mellotron, Cembalo, E-Piano, Celeste, Clavichord, Xylophon, Vibraphon, Pauken, Cello, Maracas, Tamburin, Leadgesang, Gesang
- Derek Shulman: Altsaxophon, Clavichord, Kuhglocke, Leadgesang, Gesang
- Phil Shulman: Klarinette, Trompete, Alt- und Tenorsaxophon, Klavier, Claves, Maracas, Leadgesang, Gesang
- Ray Shulman: Bass, Violine, Violinen, Viola, elektrische Violine, spanische Gitarre, 12-saitige Gitarren, Tamburin, Totenköpfe, Orgel-Basspedale, Gesang
- Martin Smith: Schlagzeug, Tamburin, Gong, Kleine Trommel

Gastmusiker
- Paul Cosh: Trompete, Orgel
- Tony Visconti: Sopranblockflöten, Altblockflöte, Tenorblockflöte, Große Trommel, Triangel
- Chris Thomas: Moog-Programmierer